# Homi Jehangirji H. Taleyarkhan
Homi Jehangirji H. Taleyarkhan fue un administrador y  diplomático, indio.
- Homi Jehangirji H. Taleyarkhan fue hijo de Jehangir y Tehmina Taleyarkhan.
- En 1952 fue miembro de la Maharashtra Legislative Assembly.[1]
- En 1961 fue Ministro de Vivienda y Suministros Civiles del Gobierno de Maharashtra (Minister for Public Health, Small Savings and Tourism, Government of Maharashtra),
- Fue Ministro de Savings, Fisheries and Printing Presses.
- En 1968 fue miembro de la delegación a la Conferencia de las Naciones Unidas sobre Comercio y Desarrollo.
- De 1971 a 1977 fue embajador en Trípoli.
- En 1979 fue presidente de la Maharashtra State Financial Corporation.
- Fue miembro del All India Congress Committee, vicepresidente del en:Bihar Pradesh Congress Committee, director de la Shipping Corpu. Of India, presidente de la Indian Tourism Council y de la Indisch Council of Foreign Trade y de la Moh State Finance Corporation.
- Fue delegado a la conferencia de la UNCTAD II, Delhi.
- Fue Presidente de la National Savings Re-organization Comite y de la Land Re-organization Comite.
- Del 9 de enero de 1981 al 17 de junio de 1984 fue gobernador de Sikkim. Como gobernador, persuadió al entonces ministro principal en:Nar Bahadur Bhandari fusionar su en:Sikkim Janata Parishad con el Congreso Nacional Indio, pero su relación se agrió después .
- En 1984 fue representante permanente ante la FAO.
- De 1985 a 1990 representó la comunidad Parsi en la en:National Commission for Minorities (Comisión para las Minorías Nacionales de la India)
- En 1991 le fue otorgado el Padma Bhushan.
- Fue un escritor prolífico, especialmente en Gandhi y gandhismo. Algunos de sus libros son de la guerra de Bienestar: The Ideal of National Integration y Splendor of Sikkim.
- El JH Taleyarkhan Memorial Hospital Homi y Homi JH Taleyarkhan Memorial Hall en Mumbai han sido nombrados en su honor.[2]